# مقبرة سور الكرملين
مقبرة سور الكرملين أو مقبرة جدار الكرملين هي مقبرة تذكارية في الميدان الأحمر في موسكو بالقرب من جدار الكرملين، دُفن فيها المشاركين في ثورة أكتوبر والعسكريين وقادة الاتحاد السوفيتي وحتى القادة الشيوعيين الأجانب مثل جون ريد، سين كاتاياما مؤسس الحزب الشيوعي الياباني، والثورية كلارا زتكن والسياسي الألماني السابق فريتز هيكيرت وآخرين غيرهم. أصبحت المقبرة محمية بقرار حكومي اعتبارًا من عام 1974، بصفتها معلمًا ثقافيًّا.

## الوصف
استخدمت المنطقة بجانب الجدار بين برجي نيكولسكايا وسباسكايا، والتي تقابل الجزء الشمالي من الميدان الأحمر، استخدمت لدفن الشخصيات. وكان يطلق عليه شعبيًّا «جدار الكومونيين»، يوجد في الكوات خلف الألواح الجرانيتية 115 جرة بها رماد الثوار تحت الأرض والمفوضين الأوائل وأعضاء الكومنترن والقادة العسكريين ورواد الفضاء والعلماء البارزين، ظهر أول لوح من الجرانيت في 5 أبريل 1925 وهي جرة بها رماد أحد المخضرمين في الثورة، وكان نائب رئيس المجلس الاقتصادي الأعلى ميرون فلاديميروف ووجد على الجرة جملة منقوشة تصف فلاديميروف من وجهة نظر الثوريين: «مقاتل من أجل تحرير الطبقة العاملة، مناصر للبناء الاشتراكي ميرون كونستانتينوفيتش فلاديميروف».